# Montgardin
Montgardin – miejscowość i gmina we Francji, w regionie Prowansja-Alpy-Lazurowe Wybrzeże, w departamencie Alpy Wysokie.

## Demografia
Według danych na rok 1990 gminę zamieszkiwały 304 osoby, a gęstość zaludnienia wynosiła 20 osób/km². W styczniu 2015 r. Montgardin zamieszkiwało 467 osób, przy gęstości zaludnienia wynoszącej 30,5 osób/km².